# Clásicos por Movistar Plus+
Clásicos por Movistar Plus+ é um canal de televisão por assinatura espanhol, propriedade da Telefónica. Sua programação está baseada no cinema clássico, com exibição de filmes de temas específicos dependendo do dia da semana.

## História
Em 27 de julho de 2021, a Telefónica anunciou uma reestruturação nos canais próprios de cinema e séries. Esta reestruturação incluía o lançamento do canal Movistar Clásicos em 1 de setembro de 2021.